# J Dilla
J Dilla, również Jay Dee, właśc. James Dewitt Yancey (ur. 7 lutego 1974 w Detroit, zm. 10 lutego 2006 w Los Angeles) –amerykański producent hip-hopowy oraz raper. 
Wychował się na jednej z dzielnic Detroit, Conant Garden, gdzie od najmłodszych lat kolegował się z T3 i Baatinem, z którymi później założył grupę Slum Village. Zmarł w wyniku zachorowania na zakrzepową plamicę małopłytkową i toczeń rumieniowaty układowy.

## Życiorys

### Wczesne lata
Był najstarszym z czwórki rodzeństwa: siostry (Marthy) oraz dwóch braci (Earla i Johna). W późniejszym czasie John rozpoczął tworzenie muzyki jako Illa J. Rodzina Yancey mieszkała we wschodniej części Detroit. James zdobył bardzo szeroką wiedzę muzyczną dzięki swoim rodzicom (jego matka była śpiewaczką operową, natomiast jego ojciec był basistą w zespole jazzowym). W wieku dwóch lat zbierał już płyty winylowe.
Pomimo tak szerokiej wiedzy muzycznej, James pałał miłością do rapu. Został przeniesiony z wyższej szkoły technicznej Davis Aerospace do wyższej szkoły Detroit Pershing poznał T3 i Baatina, z którymi utworzył grupę rapową o nazwie Slum Village. Jako nastolatek wiele czasu spędzał w odosobnieniu, gromadząc w piwnicy coraz to większą kolekcję nagrań.

### Początki kariery
W roku 1992 poznał doświadczonego muzyka z Detroit, Amp Fiddler, który był pod wrażeniem umiejętności tworzenia muzyki na tak bardzo ograniczonym sprzęcie. Amp dał Jay Dee swoje MPC. Jay opanował ten instrument w zaskakująco krótkim czasie. W roku 1995 J Dilla i Mc Phat Kat utworzyli grupę 1st Down, która była pierwszą grupą hiphopową z Detroit, która podpisała kontrakt z główną wytwórnią (Payday Records). W tym samym roku Dilla nagrał Yester Years EP z 5 Elementz. W roku 1996 powstała grupa Slum Village, stworzona razem z T3 i Baatin. Debiutowy album Fan-Tas-Tic (Vol. 1) został nagrany w domowym studio Jamesa, a następnie w RJ Rice Studio. Wydany w 1997 roku album szybko zdobył uznanie fanów hip-hopu z Detroit, a także zwrócił uwagę rapera Q-Tipa (założyciela grupy A Tribe Called Quest), który to okrzyknął nową grupę następcą jego formacji. J Dilla nie był zadowolony z takiego porównania, o czym wspomniał w kilku wywiadach.
W połowie lat 90. Jay Dee był znany głównie z hip-hopu, pomimo kilku pojedynczych projektów i remiksów dla Janet Jackson, Pharcyde, De La Soul, Busta Rhymes, A Tribe Called Quest, solowego albumu Q-Tipa oraz innych. Większość tych produkcji była wypuszczana jako dzieło The Ummah, producencki kolektyw Q-Tip i Ali Shaheed Muhammad z grupy A Tribe Called Quest (nie wymieniano nazwiska Yancey). Pod ich skrzydłami J Dilla stworzył swoje najlepsze produkcje i remiksy piosenek od takich artystów jak Janet Jackson, Busta Rhymes, Brand New Heavies, Something For the People, trip-hopowców Crustation i wielu innych.

### Kariera
W roku 2000 został wydany drugi album grupy Slum Village, Fantastic, Vol. 2, na którym to Dilla pojawił się nie tylko jako producent, ale także MC. W tym czasie uczestniczył również w innym producenckim kolektywie, The Soulquarians (wraz z Ahmirem "Questlove" Thompsonem, D’Angelo i Jamesem Poyserem), dzięki któremu zyskał jeszcze większą popularność. Pracował również z Erykah Badu, Poe, Talib Kweli oraz Common.
W roku 2001 Dilla wydał swój pierwszy solowy album Welcome 2 Detroit, który promowany był singlem Fuck the Police. W tym samym roku James zmienił swój pseudonim artystyczny na J Dilla (była to próba odróżnienia się od Jermaine Dupriego, który również nazywał siebie "J.D."). Aby całkowicie skupić się na działalności solowej, Dilla w tym samym roku opuścił grupę Slum Village.
Rok 2002 w całości poświęcony był produkcji Frank n Dank, 48 Hours, a także solowym produkcjom. Niestety, ze względu na dziwne zachowania ze strony MCA Records żadne z tych dzieł nie zostało wydane. Dilla bardzo żałował, że żadna z tych prac nie mogła trafić do jego fanów.
Mimo że J Dilla znany był jako producent, a nie jako MC, zdecydował, że na nowym albumie będzie rapował, a za produkcję będzie odpowiadał jeden z jego ulubionych producentów, takich jak Madlib, Pete Rock, Hi-Tek, Supa Dave West, Kanye West, Nottz, Waajeed, Quebo Kuntry (J.Benjamin) i inni. Ze względu na wewnętrzne zmiany w wytwórni pomysł pozostał niezrealizowany.

Gdy prace z MCA Records stanęły w martwym punkcie, Dilla nawiązał współpracę z niemiecką wytwórnią Groove Attack, dzięki której nagrał album Ruff Draft. Album został wydany jedynie na krążkach winylowych. Pomimo tego, że album nie zyskał wielkiego rozgłosu, był to pewnego rodzaju zwrot w karierze Jamesa. Od tego czasu jego nagrania były wydawane przez niezależne wytwórnie. Wspomniał o tym w wywiadzie z Groove Attack w 2003 roku:
"Wiesz, jeżeli masz wybór... Porzucić główny label i samemu coś wydać, koleś... Zaufaj mi. Powiem to każdemu, że lepiej jest zrobić to po swojemu (...). Teraz jestem w MCA, ale czuję się jakbym był niezrzeszonym artystą. To jest super."

### Późniejsze lata i śmierć
W roku 2003 J Dilla zmienił miejsce zamieszkania z Detroit na Los Angeles, gdzie nawiązał współpracę z MC Madlib i jednym z tamtejszych producentów.
Choroba Jamesa oraz leczenie spowodowały ogromny spadek wagi w roku 2003. W rezultacie w roku 2004 potwierdził spekulacje, że zmaga się z poważną chorobą. Pomimo zwolnienia prac nad płytą uznanie dla jego osoby nie malało wśród jego fanów. Ludzie dzielili się w internecie jego nagraniami z twórczości, gdy był jeszcze w undergroundzie.
Prawdziwa powaga jego choroby wyszła na jaw w listopadzie roku 2005, kiedy to w czasie trasy po Europie występował na wózku. W późniejszym czasie oznajmiono, że James cierpi na zakrzepową plamicę małopłytkową i toczeń rumieniowaty układowy.
J Dilla zmarł 10 lutego 2006 roku, trzy dni po swoich trzydziestych drugich urodzinach i po wydaniu albumu Donuts, w swoim domu w Los Angeles w stanie Kalifornia.

## Dyskografia

### Albumy solowe
- Welcome 2 Detroit (2001)
- Ruff Draft (2003)
- Donuts (2006)
- The Shining (2006)
- Jay Love Japan (2008)
- Jay Stay Paid (2009)
- Donut Shop (2010)

### Slum Village
- Fantastic, Vol. 1 (1997)
- Fantastic, Vol. 2 (2000)
- Best Kept Secret EP (2000)

### Jaylib
- Champion Sound (2003)

### Kompilacje
- Jay Deelicious: The Delicious Vinyl Years (2007)
- Dillanthology, Vol. 1 (2009)
- Dillanthology, Vol. 2 (2009)

### Albumy instrumentalne
- Vol. 1: Unreleased (2002)
- Vol. 2: Vintage (2003)
- Vol. 3: Instrumentals (2005)
- Donuts (2006)